# Apheliona taiwana
Apheliona taiwana är en insektsart som beskrevs av Irena Dworakowska 1994. Apheliona taiwana ingår i släktet Apheliona och familjen dvärgstritar.
Artens utbredningsområde är Taiwan. Inga underarter finns listade i Catalogue of Life.